# Geoorde dwergalk
De geoorde dwergalk (Aethia pygmaea) is een vogel uit de familie van alken (Alcidae).

## Verspreiding en leefgebied
Deze soort komt voor in Siberië en de Aleoeten en overwintert in zuidelijk Japan.

## Status
De grootte van de populatie is in 1996 geschat op 67 duizend volwassen vogels. Op de Rode lijst van de IUCN heeft deze soort de status niet bedreigd.